# Chikilidae
Chikilidae là một họ động vật lưỡng cư không chân đặc hữu Ấn Độ. Đây là họ Gymnophiona thứ 10 đã được xác định, mặc dù loài điển hình (Chikila fulleri, trước đây là Herpele fulleri đã được miêu tả từ năm 1904. Việc phát hiện ra là kết quả của khoảng 250 cuộc thám hiểm, đào đất trong hơn năm năm bao phủ tất cả các tiểu bang phía đông bắc Ấn Độ. Chúng phát triển với chiều dài khoảng 4 inch (10 cm). Chúng có thị lực rất hạn chế và hộp sọ thích nghi với cuộc sống đào bới.
Trứng Chikilidae trứng nở thành caecilia trưởng thành, không có giai đoạn ấu trùng ở giữa. Những con cái ấp con của chúng trong vài tháng mà không ăn, các con mẹ ở lại quấn quanh trứng phát triển trong 2-3 tháng tại một thời điểm, dường như không ăn uống ở tất cả trong giai đoạn này. Thị lực của chúng là rất hạn chế và hộp sọ của họ thích nghi để đào hang. Chúng rất khó bị phát hiện bởi sống trong lòng đất hoặc dưới lớp thảm lá rụng trong rừng. Nhưng không may, khu vực sinh sống của lưỡng cư dạng giun ở đông bắc Ấn Độ rất đông người và họ thường đốt rừng để lấy đất sản xuất nông nghiệp.

## Các chi và loài
Hiện tại, người ta công nhận 4 loài trong 1 chi. Cụ thể:
- Chi Chikila Kamei et al., 2012
  - Chikila fulleri (Alcock, 1904) (loài điển hình)
  - Chikila alcocki Kamei et al., 2013
  - Chikila darlong Kamei et al., 2013
  - Chikila gaiduwani Kamei et al., 2013